# シャンテル・マルティネス
シャンテル・リセス・マルティネス・ロドリゲス（Chantal Liseth Martínez Rodriguez、女性、1990年12月28日 - ）は、パナマ出身のプロボクサー。第3代WBA女子世界スーパーバンタム級王者。チリキ県ダビッド出身

## 来歴
2006年7月16日、コクレ県アントンのヒムナシオ・ムニシパルでカロリーナ・アルバレスとデビュー戦を行い、0-3の判定負けを喫しデビュー戦を白星で飾れなかった。
2006年12月19日、コクレ県アントンのヒムナシオ・ムニシパルでカロリーナ・アルバレスと対戦し、プロ初のKO負けとなる初回1分28秒KO負けを喫し5ヵ月ぶりの再戦でリベンジに失敗した。
2007年4月25日、パナマシティのセントロ・デ・コンベンシオネス・アトラパでフセス・アラウズと対戦し、3-0の判定勝ちを収めた。
2008年12月6日、ハリスコ州サポパンでイルマ・サンチェスとノンタイトル10回戦を行い、10回0-3（3者共に91-99)の判定負けを喫した。
2010年1月30日、メキシコシティのレストランテ・アローヨでジャッキー・ナバとWBC女子世界スーパーバンタム級暫定王座決定戦を行い、10回0-3（2者が90-98、91-97）の判定負けを喫し王座獲得に失敗した。
2010年10月2日、パナマシティのアレナ・ロベルト・デュランでWBAフェデフェムスーパーバンタム級王座とWBA女子世界スーパーバンタム級王座挑戦権を懸けオグレイディス・スアレスと対戦し、5回1分45秒TKO勝ちを収めWBAフェデフェム王座獲得、世界挑戦権獲得に成功した。
2011年4月2日、パナマシティのアレナ・ロベルト・デュランでWBA女子世界スーパーバンタム級王者リサ・ブラウンと対戦し、10回3-0（97-93、2者が95-94）の判定勝ちを収め王座獲得に成功した。
2011年7月2日、チリキ県ダビッドでパウリナ・カルドナと対戦し、8回1分11秒TKO勝ちを収め初防衛に成功した。
2011年9月8日、パナマシティのアレナ・ロベルト・デュランでマリリン・エルナンデスと対戦し、10回3-0（98-92、96-94、98-94）の判定勝ちを収め2度目の防衛に成功した。
2012年1月28日、ティフアナのアウディトリオ・ムニシパル・ファウスト・グティエレス・モレノでジャッキー・ナバと対戦し、0-3（89-100、90-100、90-99）の判定負けを喫し3度目の防衛に失敗、2年ぶりとなる再戦でリベンジに失敗し王座から陥落した。
2013年4月20日、パナマシティのアレナ・ロベルト・デュランでWBC女子世界スーパーバンタム級王者アリシア・アシュレーと対戦し、10回0-3（2者が94-96、93-97）の判定負けを喫し王座獲得に失敗した。
2015年8月7日、コロンビアコルドバ県サン・アンテロでWBA女子世界スーパーバンタム級暫定王者リリアナ・パルメラと対戦し、10回0-3（2者が93-97、92-98）の判定負けを喫し王座獲得に失敗した。

## 戦績
25戦 18勝 5KO 7敗

## 獲得タイトル
- WBAフェデフェムスーパーバンタム級王座
- 第3代WBA女子世界スーパーバンタム級王座（防衛2）